# Departamento Especial de Información del Estado
El Departamento Especial de Información del Estado (DEDIDE) fue un servicio de inteligencia español que existió durante la Guerra civil.
El DEDIDE fue creado en junio de 1937 por el ministro de la gobernación, Julián Zugazagoitia, con la función de reprimir el espionaje y sabotaje enemigos en la zona republicana. Entre sus funciones también estuvo la represión de los grupos izquierdistas «subversivos». El organismo estuvo dirigido inicialmente por David Vázquez Baldominos. El DEDIDE era dependencia de la Dirección General de Seguridad.
Al DEDIDE se le dio la potestad de crear sus propios campos de trabajos forzados, fuera de la jurisdicción del Ministerio de Justicia. Creó uno de estos campos, por ejemplo, en Ambite. Un reporte preparado en noviembre de 1938 para el Comité Ejecutivo del PSOE en Madrid indica que a los presos de trabajos forzados de Ambite se les trataba mal y carecían de vestimenta adecuada.
A finales de marzo de 1938 el DEDIDE fue absorbido por el Servicio de Información Militar (SIM), que asumió sus funciones, incluyendo la gestión de los campos de trabajos forzosos.